# Pasquale Cipro Neto
Pasquale Cipro Neto (Guaratinguetá, 14 de junho de 1955), conhecido popularmente como Professor Pasquale, é um professor brasileiro de língua portuguesa.
Pasquale foi o idealizador do programa da TV Cultura Nossa Língua Portuguesa e colunista do jornal Folha de S.Paulo até dezembro de 2016. Atualmente, apresenta o programa diário na rádio CBN A Nossa Língua de Todo Dia, transmitido às 15h30.[carece de fontes?]

## Biografia
Seus pais foram os imigrantes italianos Roberto Cipro e Ersilia Carlucci, originários ele de Sapri e ela de Maratea. Passou a infância em São Paulo, falando português, italiano e a língua napolitana, e mais tarde aprendeu inglês e francês no ginásio e no colégio. É torcedor do Juventus da Mooca.[carece de fontes?]
Licenciou-se em Letras (Espanhol e Português) na Faculdade de Filosofia, Letras e Ciências Humanas da Universidade de São Paulo (FFLCH-USP).[carece de fontes?]

## Carreira
Pasquale foi professor de Português desde 1975, cargo que exerceu até 1998. Distinguiu-se por levar às salas de aula dos cursinhos pré-vestibulares não só os textos clássicos portugueses e brasileiros mas também jornais, anúncios de propaganda, histórias em quadrinhos e letras de música para análise dos alunos. Acabou sendo convidado a fazer algo semelhante na área da Comunicação Social.
Também foi colunista dos jornais Folha de S.Paulo, O Globo e Diário do Grande ABC, entre outros, e da revista literária Cult. Também foi idealizador e apresentador do programa Nossa Língua Portuguesa, transmitido pela Rádio Cultura e pela TV Cultura, e do programa Letra e Música, transmitido pela Rádio Cultura.[carece de fontes?]
Notabilizou-se por popularizar a interpretação de textos e músicas, além de explicar questões gramaticais na mídia. Tornou-se célebre ao estrelar em 1997 comerciais da rede de fast food McDonalds, em que fazia explicações sobre a utilização da língua portuguesa.[carece de fontes?]
Atualmente, participa do podcast da CBN com o quadro: Pasquale Cipro Neto - A Nossa Língua de Todo Dia, em que apresenta curiosidades da língua portuguesa.

## Obras
- Gramática de Língua Portuguesa (com Ulisses Infante). Scipione. São Paulo: 1998.
- O dia-a-dia da nossa língua. Publifolha. São Paulo: 2002.
- Nossa Língua Curiosa. Publifolha. São Paulo: 2004.
- Nossa Língua em Letra e Música.
- Ao pé da letra.
- CD-ROM Nossa Língua Portuguesa.
- Coleção Passo a Passo.
- Coleção Professor Pasquale Explica. Gold. São Paulo: 2011.
- Vivo Português com Professor Pasquale. 2012